# Gramática livre do contexto generalizada

Gramática Livre do Contexto Generalizada (GLCG) é um formalismo de gramática que expande-se sobre as Gramáticas Livres de Contexto por adicionar composições de funções potencialmente não livres de contexto para re-escrever as regras. Gramática de Cabeça (e seus equivalentes fracos) é uma instância de uma GLCG que é conhecida por ser especialmente adepta em manusear uma grande variedade de propriedades não livres do contexto da linguagem natural.

## Descrição
Uma GLCG consiste de dois componentes: um conjunto de funções de composição que combina tuplas de cadeias e um conjunto de regras de re-escrita. As funções de composição todas tem a forma {\displaystyle f(\langle x_{1},...,x_{m}\rangle ,\langle y_{1},...,y_{n}\rangle ,...)=\gamma }, onde {\displaystyle \gamma } é ou uma tupla de cadeias ou algum uso de uma (potencialmente diferente) função de composição que se reduz a uma tupla de cadeias. Regras de re-escrita se parecem com {\displaystyle X\to f(Y,Z,...)}, onde {\displaystyle Y}, {\displaystyle Z}, ... são tuplas de cadeias ou símbolos não terminais.
A semântica de reescrita de uma GLCG é relativamente direta. Uma ocorrência de um símbolo não terminal é re-escrito usando as regras de re-escrita assim como numa GLC, eventualmente gerando apenas composições (funções de composições aplicadas a tuplas de cadeias ou outras composições). As funções são então aplicadas, reduzindo sucessivamente as tuplas a uma única tupla.

## Exemplo
A simples tradução de uma GLC para uma GLCG pode ser feita da seguinte maneira. Dada a gramática em (1), que gera a linguagem de palíndromes {\displaystyle \{ww^{R}:w\in \{a,b\}^{*}\}}, onde {\displaystyle w^{R}} é a cadeira reversa de {\displaystyle w}, nós podemos definir a função de composição "conc" como em (2a) e as regras de re-escrita como em (2b)
A simple translation of a context-free grammar into a GCFG can be performed in the following fashion. Given the grammar in (1), which generates the palindrome language {\displaystyle \{ww^{R}:w\in \{a,b\}^{*}\}}, where {\displaystyle w^{R}} is the string reverse of {\displaystyle w}, we can define the composition function conc as in (2a) and the rewrite rules as in (2b).
1. {\displaystyle S\to \epsilon ~|~aSa~|~bSb}
2. 1. {\displaystyle conc(\langle x\rangle ,\langle y\rangle ,\langle z\rangle )=\langle xyz\rangle }
  2. {\displaystyle S\to conc(\langle \epsilon \rangle ,\langle \epsilon \rangle ,\langle \epsilon \rangle )~|~conc(\langle a\rangle ,S,\langle a\rangle )~|~conc(\langle b\rangle ,S,\langle b\rangle )}

A produção livre d contexto de "abbbba" é:
S
aSa
abSba
abbSbba
abbbba
E a produção correspondente via GLCG é
{\displaystyle S\to conc(\langle a\rangle ,S,\langle a\rangle )}
{\displaystyle conc(\langle a\rangle ,conc(\langle b\rangle ,S,\langle b\rangle ),\langle a\rangle )}
{\displaystyle conc(\langle a\rangle ,conc(\langle b\rangle ,conc(\langle b\rangle ,S,\langle b\rangle ),\langle b\rangle ),\langle a\rangle )}
{\displaystyle conc(\langle a\rangle ,conc(\langle b\rangle ,conc(\langle b\rangle ,conc(\langle \epsilon \rangle ,\langle \epsilon \rangle ,\langle \epsilon \rangle ),\langle b\rangle ),\langle b\rangle ),\langle a\rangle )}
{\displaystyle conc(\langle a\rangle ,conc(\langle b\rangle ,conc(\langle b\rangle ,\langle \epsilon \rangle ,\langle b\rangle ),\langle b\rangle ),\langle a\rangle )}
{\displaystyle conc(\langle a\rangle ,conc(\langle b\rangle ,\langle bb\rangle ,\langle b\rangle ),\langle a\rangle )}
{\displaystyle conc(\langle a\rangle ,\langle bbbb\rangle ,\langle a\rangle )}
{\displaystyle \langle abbbba\rangle }

## Sistemas Lineares de Re-escrita Livre do Contexto (SLRLCs)
Weir (1988) descreve duas propriedades das funções de composição, linearidade e regularidade. Uma função definida como {\displaystyle f(x_{1},...,x_{n})=...} é linear sse cada variável aparece no máximo uma vez em cada lado do "=", fazendo {\displaystyle f(x)=g(x,y)} linear mas {\displaystyle f(x)=g(x,x)} não. Uma função definida como  {\displaystyle f(x_{1},...,x_{n})=...} é regular se o lado esquero e o direito têm exatamente as mesmas variáveis, fazendo {\displaystyle f(x,y)=g(y,x)} regular mas {\displaystyle f(x)=g(x,y)} ou {\displaystyle f(x,y)=g(x)} não.
Uma gramática em que todas as funções de composição são lineares e regulares é chamada um Sistema Linear de Re-escrita Livre do Contexto (SLRLC), um subconjunto das GLCG com estritamente menos poder computacional que as GGLC como um todo, que é fracamente equivalente a uma Gramática contígua de árvore multicomponente. Gramática de Cabeça é um exemplo de um SLRLC que é estritamente menos poderoso computacionalmente do que a classe dos SLRLC como um todo.